# أبو بكر خالد سعد الله
أبو بكر خالد سعد الله (مواليد 24 أكتوبر 1949) هو عالم موسوعي جزائري تخصص في الرياضيات وأجاد اللغات العربية والفرنسية والإنجليزية مما مكنه من ترجمة العديد من الكتب الفرنسية المتخصصة ليثري بها المكتبة العربية، ويسهم في توفير مصادر بحث للطلاب والباحثين العرب بلغتهم الأم.

## نبذة عنه
نذر نفسه للعلم، فدرس وترجم، وألّف وكتب، ونشر إلى جانب ذلك موضوعات علمية وثقافية عديدة في مجلات عربية وعالمية مما مكنه بجدارة من تسجيل اسمه في السجل العالمي لمشاهير العالم، إنه العبقري الجزائري أبو بكر خالد سعد الله ولد في قمار بولاية الوادي الجزائرية في صبيحة الرابع والعشرين من أكتوبر من عام 1949م من عائلة تحب العلم فنشأ محبا للعلم كباقي أفراد عائلته واضطر للدراسة في فرنسا بسبب قلة التخصصات في الرياضيات في الجزائر بعد حصوله على الليسانس ثم شهادة الدراسات العليا في الرياضيات عام 1973م من كلية لعلوم بجامعة الجزائر.

## المراحل التعليمية والأعمال الأكاديمية
1. الباكلوريا الجزائرية والباكلوريا الفرنسية، أكاديمية الجزائر 1969م
2. ليسانس في الرياضيات، جامعة الجزائر 1972م
3. شهادة الدراسات المعمقة في الرياضيات البحتة، جامعة الجزائر 1973م
4. شهادة الدراسات المعمقة في الرياضيات التطبيقية، جامعة نيس الفرنسية 1974م
5. الدكتوراة في الرياضيات التطبيقية، جامعة نيس 1976م
6. دكتوراه الدولة، التحليل الرياضي، جامعة العلوم والتكنولوجيا الجزائرية، 1999م

وعمل الدكتور أبو بكر أستاذا مساعدا للرياضيات في كلية الهندسة المعمارية بالجزائر ثم في قسم الرياضيات بنفس الجامعة عام 1977 ثم انتقل للعمل محاضرا في قسم الرياضيات بالمدرسة العليا للأساتذة واستمر فيها حتى حصل على الدكتوراه وأصبح أستاذا للرياضيات إلى يومنا هذا.

## مؤلفاته
ألف وشارك في تأليف 18 كتابا باللغتين العربية والفرنسية وسلسلة من الكتب للتعليم الثانوي والعالي ومنها :
1. نفحات من تراثنا العلمي المجيد
2. عباقرة الرياضيات
3. معجم الرياضيات (للتعليم العالي) بالعربية والفرنسية من مؤلفين آخرين
4. الرياضيات المسلية
5. الآلة الحاسبة، ماضياً وحاضراً
6. معجم الرياضيات، صدر عن دار المطبوعات الجامعية سنة 2017م.[1]
7. عالم الرياضيات
8. نظرية التوزيعات وتطبيقاتها

## النشر الإعلامي والترجمة
نشر 39 بحثا في الرياضيات البحتة صدرت في مجلات في مختلف دول العالم كما شارك في 120 مؤتمرا للرياضيات حول العالم وله مقالات مؤلفة ومترجمة منشورة في أكثر من 35 مجلة عربية ومنها :
1. مجلة العلوم (النسخة العربية من للمجلة الأمريكية ساينتفك أمريكان)
2. مجلة العربي الكويتية
3. المجلة العربية السعودية
4. مجلة الخليج العربي للبجوث العلمية
5. مجلة آفاق للثقافة والتراث الإماراتية
6. مجلة التقدم العلمي الكويتية
7. مجلة الفيصل / والفيصل العلمية
8. مجلة Nature العالمية
9. مجلة العلوم والتقنية
10. مجلة الدارة

ترجم 11 كتابا للرياضيات عن الفرنسية وترجم كتابين عن اللانهاية من الفرنسية للعربية كما ترجم قرصين مدمجين في الرياضيات هما فيلم أبعاد وفيلم الرياضيات التجريبية بالتعاون مع مدينة الملك عبد العزيز للعلوم والتقنية واليونيسكو.

## الجوائز
خلال مسيرته حاز على عدة جوائز ودرجات الشرف ومن أهمها:
1. جائزة أفضل بحث في الرياضيات، الجزائر 1982م
2. تدوين اسمه في السجل العالمي : مشاهير العلم والهندسة (who's who in Science and Engineering)، عام 1997م
3. تدوين اسمه في السجل العالمي : مشاهير العالم (who's who in the world)، عام 1998 وأيضا في 2001م
4. جائزة اختصاص الرياضيات، الجزائر 2001م
5. جائزة الترجمة العلمية للمجلس الأعلى للغة العربية الجزائري، 2010م
6. جائزة أفضل فيلم مترجم عن الرياضيات، مدينة الملك عبد العزيز للعلوم والتقنية السعودية 2013م.